# 2. općinska nogometna liga Koprivnica 1987./88.
"2. općinska nogometna liga Koprivnica" za sezonu 1987./88. je bila liga osmog stupnja nogometnog prvenstva SFRJ. 
 
Sudjelovalo je ukupno 13 klubova, a prvak je bio "Miklinovec" iz Koprivnice.  

## Ljestvica
| mj. | klub                       | ut.                           | pob.                          | ner.                          | por.                          | gol+                          | gol-                          | bod                           | bod-                          |
| --- | -------------------------- | ----------------------------- | ----------------------------- | ----------------------------- | ----------------------------- | ----------------------------- | ----------------------------- | ----------------------------- | ----------------------------- |
| 1.  | Miklinovec Koprivnica      | 23                            | 12                            | 11                            | 0                             | 61                            | 21                            | 35                            |                               |
| 2.  | Zagorec Koprivnica         | 23                            | 16                            | 2                             | 5                             | 68                            | 30                            | 34                            |                               |
| 3.  | Rudar Glogovac             | 23                            | 14                            | 4                             | 5                             | 73                            | 39                            | 32                            |                               |
| 4.  | Jedinstvo Pustakovec       | 23                            | 14                            | 4                             | 5                             | 44                            | 27                            | 32                            |                               |
| 5.  | Polet Goričko              | 23                            | 12                            | 5                             | 6                             | 76                            | 50                            | 29                            |                               |
| 6.  | Drava Selnica Podravska    | 23                            | 11                            | 5                             | 7                             | 58                            | 51                            | 27                            |                               |
| 7.  | Jedinstvo Rasinja          | 23                            | 9                             | 5                             | 9                             | 59                            | 51                            | 23                            |                               |
| 8.  | Omladinac-Sloga II Herešin | 23                            | 7                             | 4                             | 12                            | 55                            | 71                            | 18                            |                               |
| 9.  | Tehničar Cvetkovec         | 23                            | 6                             | 4                             | 13                            | 36                            | 79                            | 15                            | -1                            |
| 10. | GOŠK Gotalovo              | 23                            | 5                             | 3                             | 15                            | 45                            | 64                            | 13                            |                               |
| 11. | Mladost Mali Otok          | 23                            | 4                             | 4                             | 15                            | 45                            | 76                            | 12                            |                               |
| 12. | Mladost Kutnjak            | 23                            | 4                             | 2                             | 17                            | 34                            | 74                            | 4                             | -6                            |
| 13. | Budućnost Jeduševac        | odustali u drugom dijelu lige | odustali u drugom dijelu lige | odustali u drugom dijelu lige | odustali u drugom dijelu lige | odustali u drugom dijelu lige | odustali u drugom dijelu lige | odustali u drugom dijelu lige | odustali u drugom dijelu lige |

## Rezultatska križaljka
| kratica | klub                       | DRA | GOŠK | JEDP | JEDR | MIK | MLAK | MLAMO | OMLS | POL | RUD | TEH | ZAG | BUD |
| --- | -------------------------- | --- | ---- | ---- | ---- | --- | ---- | ----- | ---- | --- | --- | --- | --- | --- |
| DRA | Drava Selnica Podravska    |     |      |      |      |     |      |       |      |     |     |     |     |     |
| GOŠK | GOŠK Gotalovo              |     |      |      |      |     |      |       |      |     |     |     |     |     |
| JEDP | Jedinstvo Pustakovec       |     |      |      |      |     |      |       |      |     |     |     |     |     |
| JEDR | Jedinstvo Rasinja          |     |      |      |      |     |      |       |      |     |     |     |     |     |
| MIK | Miklinovec Koprivnica      |     |      |      |      |     |      |       |      |     |     |     |     |     |
| MLAK | Mladost Kutnjak            |     |      |      |      |     |      |       |      |     |     |     |     |     |
| MLAMO | Mladost Mali Otok          |     |      |      |      |     |      |       |      |     |     |     |     |     |
| OMLS | Omladinac-Sloga II Herešin |     |      |      |      |     |      |       |      |     |     |     |     |     |
| POL | Polet Goričko              |     |      |      |      |     |      |       |      |     |     |     |     |     |
| RUD | Rudar Glogovac             |     |      |      |      |     |      |       |      |     |     |     |     |     |
| TEH | Tehničar Cvetkovec         |     |      |      |      |     |      |       |      |     |     |     |     |     |
| ZAG | Zagorec Koprivnica         |     |      |      |      |     |      |       |      |     |     |     |     |     |
| BUD | Budućnost Jeduševac        |     |      |      |      |     |      |       |      |     |     |     |     |     |
| |                            |     |      |      |      |     |      |       |      |     |     |     |     |     |
| podebljan rezultat - utakmice od 1. do 13. kola (1. utakmica između klubova) rezultat normalne debljine - utakmice od 14. do 26. kola (2. utakmica između klubova) rezultat nakošen - nije vidljiv redoslijed odigravanja međusobnih utakmica iz dostupnih izvora rezultat smanjen * - iz dostupnih izvora nije uočljiv domaćin susreta prekrižen rezultat - poništena ili brisana utakmica p - utakmica prekinuta 3:0 p.f. / 0:3 p.f. - rezultat 3:0 bez borbe n.i. - nije igrano |                            |     |      |      |      |     |      |       |      |     |     |     |     |     |

 Izvori:

## Unutarnje poveznice
- 1. općinska liga Koprivnica 1987./88.